# Dieter Forster
Dieter Forster (* 10. Juni 1942 in Königshütte) ist ein ehemaliger deutscher Tischtennis-Nationalspieler. Er wurde 1964 deutscher Meister im Doppel.

## National
Forster begann seine Karriere beim Kreisklassenverein Germania Westen (bei Remscheid). 1958 wechselte er zunächst zu Germania 04 Düsseldorf, und ein Jahr später zu TuSA Düsseldorf wo er mit der 2. Mannschaft in der West-Liga spielte. Wenig später rückte er in die 1. Mannschaft auf, die in der Oberliga, der damals höchsten deutschen Spielklasse, zu den führenden Teams gehörte. 1960 siegte er beim Großen Preis von Westdeutschland vor Eberhard Schöler.
Mit TuSA Düsseldorf wurde er zwischen 1961 und 1966 fünfmal deutscher Meister und dreimal deutscher Pokalsieger. Bei den nationalen deutschen Meisterschaften war er mehrfach im Doppel mit Eberhard Schöler erfolgreich. So erreichten sie 1962, 1965 und 1966 das Endspiel, 1964 wurden sie deutscher Meister. 1961 gewann er mit dem Westdeutschen Tischtennisverband WTTV den Deutschlandpokal. 1962 wurde er in der DTTB-Rangliste auf Platz vier geführt.
1972 schloss er sich der TTG Altena-Nachrodt an und wurde hier 1972/73 deutscher Mannschaftsmeister. 1974 wechselte er zur TGH Wetter danach zum TuS Neuenrade.

## International
Bei den internationalen Meisterschaften von Frankreich 1961 gewann Forster mit Horst Terbeck den Titel im Doppel. 
1962 bestritt er während der Europameisterschaft drei Länderspiele. Dabei blieb er in den sechs Matches ungeschlagen und trug somit wesentlich zum dritten Platz der deutschen Mannschaft bei. Im Doppel erreichte er mit Eberhard Schöler das Halbfinale.

## Privat
1964 heiratete Forster Karin Faßbender, deren Familie im Raum Düsseldorf in Tischtenniskreisen bekannt war. Im November 1965 wurde das erste Kind geboren.

## Turnierergebnisse
| Verband | Veranstaltung       | Jahr | Ort    | Land | Einzel | Doppel     | Mixed | Team |
| ------- | ------------------- | ---- | ------ | ---- | ------ | ---------- | ----- | ---- |
| FRG     | Europameisterschaft | 1962 | Berlin | FRG  |        | Halbfinale |       |      |